# Horst Gerson
Horst Gerson  (Berlijn, 2 maart 1907- Groningen, 10 juni 1978) was een Duits-Nederlandse kunsthistoricus.

## Biografie
Zijn vader was arts, en via zijn moeder was hij verwant aan Dr. Karl Lilienfeld. Tegen de wens van zijn vader zette de jonge Gerson na zijn gymnasiumopleiding zijn studie kunstgeschiedenis door.
Hij studeerde in Wenen en in Berlijn. Voordat hij de studie kon afronden werd hij aangenomen door Cornelis Hofstede de Groot in Den Haag. Daar hielp hij bij het beschrijven en ordenen van diens materiaal. Na de dood van Hofstede de Groot in 1930 verzorgde Gerson nog zijn bibliografie. Daarna keerde hij terug naar Duitsland om in Göttingen zijn studie af te ronden. Gerson promoveerde in Göttingen op een proefschrift over Philips Koninck.
Twee dagen voor het uitbreken van de oorlog in 1940 werd hij Nederlands staatsburger.
In 1934 werd hij aangesteld als wetenschappelijk ambtenaar bij het Rijksbureau voor kunsthistorische documentatie; in 1954 werd hij directeur van dit bureau. 
In 1966 werd Gerson hoogleraar kunstgeschiedenis aan de Rijksuniversiteit Groningen, en in de jaren 1966-1975 was hij hoofd van het Kunsthistorisch Instituut Groningen.
Hij is bekend van zijn publicaties, waaronder zijn baanbrekende Ausbreitung und Nachwirkung der holländischen Malerei des 17. Jahrhunderts gepubliceerd in 1942.
Hij assisteerde Abraham Bredius met zijn catalogue raisonné van Rembrandtwerken en schreef in 1968 zijn eigen versie, waarmee hij opschudding in de internationale kunstwereld veroorzaakte door het aantal aan Rembrandt toegeschreven werken te verminderen van 630 naar 420. 
Het jaar daarop publiceerde hij een herziening van de catalogus van Bredius waarin hij het aantal werken nog verder reduceerde.
In 2013 startte het RKD het Gerson Digital Project, een digitale versie van Gerson's oorspronkelijke werk. 
- Bibsys: 90680422
- Biblioteca Nacional de España: XX833935
- Biografisch Portaal: 52694986
- CiNii: DA05106097
- Digitale Bibliotheek voor de Nederlandse Letteren: gers003
- Gemeinsame Normdatei: 130448834
- International Standard Name Identifier: 0000 0001 1083 4373
- Library of Congress Control Number: n81068494
- Nationale Bibliotheek van Letland: 000196292
- Bibliotheek van het Japanse parlement: 00440791
- Nationale Bibliotheek van Tsjechië: xx0323782
- Nationale Bibliotheek van Israël: 987007276760805171
- Nationale en Universitaire bibliotheek Zagreb: 000102735
- Nederlandse Thesaurus van Auteursnamen: 069640076
- Réseau des bibliothèques de Suisse occidentale: 02-A000071294
- RKD-Nederlands Instituut voor Kunstgeschiedenis: 344777
- SNAC: w6573q7r
- Système universitaire de documentation: 060726911
- Union List of Artist Names: 500318285
- Virtual International Authority File: 111543026
- WorldCat: E39PBJg8Kck66YCFHtMTxYMwYP